# Carles Kotnik i Segalà
Carles Kotnik i Segalà   (Sabadell, 1960 - 10 d'agost de 2015), conegut com a Carlos Kotnik, fou un pilot de motociclisme català que destacà en pujades de muntanya durant la dècada de 1980 (entre altres èxits, el 1987 establí el rècord absolut en moto a la Pujada a Sant Feliu de Codines). Fou també el primer català a córrer el Tourist Trophy de l'Illa de Man després de la prohibició que havia establert la RFME per als pilots de l'estat arran de la mort de Santiago Herrero en aquella cursa el 1970.
La família Kotnik, originària d'Àustria, va ser la primera importadora de Porsche per a tot l'estat espanyol (l'avi d'en Carlos treballava a la fàbrica Steyr-Daimler-Puch de Steyr i va coincidir amb Ferdinand Porsche als seus inicis). Carlos Kotnik residí durant anys a Sant Feliu del Racó (Vallès Occidental) i, darrerament, regentava un taller-botiga a Terrassa. Es va morir a 55 anys, víctima d'un càncer diagnosticat pocs mesos abans, i fou enterrat a Matadepera.

## Trajectòria esportiva
Kotnik va començar en pujades de muntanya amb una Montesa Cappra 414 de motocròs equipada amb rodes de carretera. Juntament amb Josep Pladevall i Pepe Fernández "El Loco", esdevingué un dels nous valors de la disciplina. A la darrera edició de la Pujada a la Rabassada, el 1983, competí contra pilots de la talla de Carles Cardús (guanyador de la prova), Joan Garriga i Sito Pons, tots ells amb motos de Gran Premi. A partir d'aquest moment, va passar a competir amb una Yamaha i començà a guanyar curses sovint.
Pels volts de 1985, Carles Giró li aconsellà que competís al Tourist Trophy. Atès que en aquella època la cursa es feia amb Superbikes, Kotnik començà a entrenar-se amb una Yamaha FZ 750 amb la qual va participar en el Campionat d'Espanya de Superbikes i va córrer dos anys les 24 hores de Montjuïc. Durant els anys 1988 i 1989 feia les pujades amb motos d'aquesta mena. Cap a 1989, aconseguí el compromís de TVE i altres patrocinadors per a cobrir el pressupost del Tourist Trophy, però la RFME li negà la llicència al darrer moment i Kotnik va haver de desistir quan ja tenia plaça en un equip anglès per a córrer tot substituint-hi Niall Mackenzie, que havia passat al mundial de 500cc.
Després d'això va aconseguir la llicència andorrana i, amb el patrocini de Mango, va entrar a l'equip anglès i va córrer a Snetterton, Silverstone i Donnington Park amb una Honda per tal de preparar-se de cara al TT. Arribats a l'esperada cursa, va participar-hi en dues categories: Formula One TT, on va acabar-hi 36è, i Senior TT, on va acabar-hi 31è.